# Palas (Teppich)

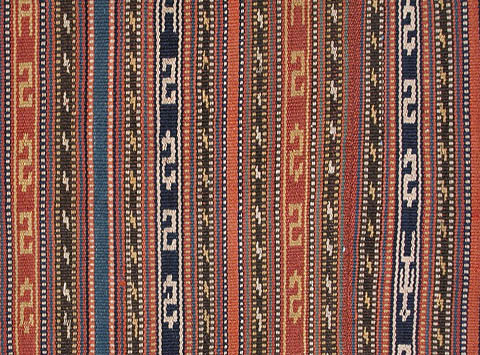
Nomadenarbeit

Ein Palas ist eine in Leinwandbindung gewebte Textilie beziehungsweise ein einfach gemusterter Handwebteppich. Die Dessins erschöpfen sich in simplen, mal schmaleren, mal breiteren Streifen. Packtaschen, wie beispielsweise Chordschins und Namakdans, sind auf ihren Rückseiten zumeist als Palasgewebe ausgeführt.
Ursprünglich bezeichnete man nur kaukasische Webarbeiten als Palas. Heutzutage wird der Begriff im weiteren Sinne gebraucht, weshalb Muster und Webtechniken anderer Provenienzen darunter fallen. Einige Sammler widmen sich diesen speziellen, unverfälschten und damit noch recht urtümlichen Webarbeiten der Landbevölkerung und Nomaden im gesamten Vorderen Orient – mithin in Regionen, wo nicht geknüpft, sondern gewebt wird.